# マルク・ゴレンシテイン
マルク・ボリソヴィチ・ゴレンシテイン（ロシア語: Марк Борисович Горенштейн, ラテン文字転写: Mark Borisovich Gorenshtein、1946年9月16日 - ）は、ソビエト連邦、ロシアの指揮者、ヴァイオリニスト。

## 概要
1946年、ウクライナ・ソビエト社会主義共和国（現在のウクライナ）のオデッサに生まれる。生地にあるストリャルスキー音楽学校でヴァイオリンを学び、次いでシュテファン・ニャガ記念キシナウ音楽大学でアレクセイ・アンブロソフに師事、更にガヴリイル・ムジチェスク記念キシナウ芸術大学に進学し、モルダヴィア共和国コンクール及び全ソ指揮者コンクールに入賞した。その後、ヴァイオリン奏者としてシコ・アラノフ率いるモルダヴィア国立ジャズ・オーケストラ「ブクリヤ」、ティモフェイ・グルトヴォイの指揮するモルダヴィア国立フィルハーモニー管弦楽団、モルダヴィア国立オペア・バレエ劇場（現在のマリア・ビエシュ記念国立オペラ・バレエ劇場）で活躍した。
1970年代初頭にモスクワに移り、初めボリショイ劇場、次いでエフゲニー・スヴェトラーノフ指揮下のソヴィエト国立交響楽団で演奏活動を続ける。
1984年にノヴォシビルスク音楽院指揮科をアルノルト・カッツの指導のもと卒業する。
1985年にハンガリー国有鉄道交響楽団の首席指揮者に就任、1988年まで同職を務めた後、1989年から1993年まで釜山フィルハーモニック管弦楽団の首席指揮者、1992年12月より“若きロシア”国立交響楽団（Государственный симфонический оркестр «Молодая Россия»、現在の“ノーヴァヤ・ロシア”国立交響楽団）の首席指揮者に就任した（1994年12月より芸術監督兼首席指揮者）。
2002年7月1日にかつてヴァイオリン奏者として所属していたロシア国立交響楽団の芸術監督兼首席指揮者に就任、多くの音楽祭への参加、世界1000都市でのコンサート、バチカンのローマ教皇の夏の離宮でのコンサート参加など精力的な活動を展開した。しかし、ゴレンシテインとオーケストラの関係は当初から不安定なもので、2011年にオーケストラとの亀裂が大きく報道されるに至る。同年6月の第14回チャイコフスキー国際コンクールにおけるゴレンシテインの言動が決定打となり楽団員から解任要求書が提出され、9月28日にゴレンシテインはロシア文化大臣アレクサンドル・アヴデーエフから解任を言い渡された。
ロシア国立交響楽団を解任された後は、ノヴォシビルスク・アカデミー交響楽団との共演が主な活動となっている。

## 主な録音
- ハンガリー国有鉄道交響楽団
  - チャイコフスキー：組曲『白鳥の湖』、組曲『くるみ割り人形』（フンガロトン（英語版））
- “若きロシア”国立交響楽団[注釈 6]
  - ショスタコーヴィチ：バレエ『お嬢様とならず者』（SAISON RUSSE）
  - ムソルグスキー：組曲『展覧会の絵』他（SAISON RUSSE）
- ロシア国立交響楽団
  - シュニトケ：ピアノ協奏曲（Fuga Libera）
  - チャイコフスキー：オペラ『エフゲニー・オネーギン』（MDG）
  - ブルックナー：交響曲第7番（メロディア）
  - マーラー：交響曲第9番（MDG）

## 主な受賞
- ロシア連邦功労芸術労働者（ロシア語版）（1996年授与）
- ロシア連邦人民芸術家（2002年授与）[4]
- 祖国功労勲章（ロシア語版）（2006年授与）